# Rusia la Concursul Muzical Eurovision Junior
Rusia a debutat la Concursul Muzical Eurovision Junior în anul 2005.

## Rezultate

#### Legendă:
Câștigător
     Locul al doilea
     Locul al treilea
     Ultimul loc
| An   | Gazda     | Artist                                   | Titlu                                            | Poziție | Puncte |
| ---- | --------- | ---------------------------------------- | ------------------------------------------------ | ------- | ------ |
| 2005 | Hasselt   | Vladislav Krutskikh                      | "Doroga k solntsu" (Дорога к солнцу)             | 9       | 66     |
| 2006 | București | Tomachevy Twins                          | "Vesenniy Jazz" (Весенний джаз)                  | 1       | 154    |
| 2007 | Rotterdam | Alexandra Golovchenko                    | "Otlichnitsa" (Отличница)                        | 6       | 105    |
| 2008 | Limassol  | Mihail Puntov                            | "Spit angel" (Спит ангел)                        | 7       | 73     |
| 2009 | Kiev      | Ekaterina Ryabova                        | "Malenkiy prints" (Маленький принц)              | 2       | 116    |
| 2010 | Minsk     | Sasha și Liza                            | "Boy and Girl" (Бой энд герл)                    | 2       | 119    |
| 2011 | Erevan    | Ekaterina Ryabova                        | "Kak Romeo i Dzhulyetta" (Как Ромео и Джульетта) | 4       | 99     |
| 2012 | Amsterdam | Lerika                                   | "Sensatsiya" (Сенсация)                          | 4       | 88     |
| 2013 | Kiev      | Dayana Kirillova                         | "Dream on" (Мечтай)                              | 4       | 106    |
| 2014 | Malta     | Alisa Kozhikina                          | "Dreamer" (мечтатель)                            | 5       | 96     |
| 2015 | Sofia     | Mikhail Smirnov                          | "Mechta (Dream)"                                 | 6       | 80     |
| 2016 | Valletta  | Water of Life Project                    | "Water of Life"                                  | 4       | 202    |
| 2017 | Tbilisi   | Polina Bogusevich                        | "Wings"                                          | 1       | 188    |
| 2018 | Minsk     | Anna Filipchuk                           | "Unbreakable"                                    | 10      | 122    |
| 2019 | Gliwice   | Tatyana Mezhentseva and Denberel Oorzhak | "A Time for Us"                                  | 13      | 72     |
| 2020 | Varșovia  | Sofia Feskova                            | "My New Day"                                     | 10      | 88     |
| 2021 | Paris     | Tanya Mezhentseva                        | "Mon Ami"                                        | 7       | 124    |

## Istoria voturilor (2005-2013)
| Poziție | Țară    | Puncte |
| ------- | ------- | ------ |
| 1       | Belarus | 76     |
| 2       | Armenia | 60     |
| 3       | Ucraina | 50     |
| 4       | Georgia | 49     |
| 5       | Suedia  | 29     |

| Poziție | Țară          | Puncte |
| ------- | ------------- | ------ |
| 1       | Belarus       | 89     |
| 2       | Ucraina       | 60     |
| =       | Armenia       | 60     |
| 4       | Belgia        | 47     |
| 5       | Țările de Jos | 42     |